# 2024-es US Open (tenisz)
A 2024-es US Open (amerikai nyílt teniszbajnokság) az év negyedik Grand Slam-tornája, amelyet 144. alkalommal rendeznek meg New Yorkban, a  USTA Billie Jean King National Tennis Center kemény borítású pályáin 2024. augusztus 26. és szeptember 8. között. Ezt megelőzően augusztus 19–23. között rendezik a férfi és női egyes selejtezőit. A torna programjában a férfi és női egyéni mellett a férfi és női párosok, a vegyes párosok, valamint a junior fiúk és lányok egyéni és páros küzdelmei szerepelnek.
A férfi címvédő a szerb Novak Đoković, míg a nőknél az amerikai Cori Gauff volt, azonban Đoković a harmadik körben, Gauff a negyedik körben kiesett. A nőknél a trófeát a fehérorosz Arina Szabalenka szerezte meg, miután a döntőben 7–5, 7–5 arányban győzött az amerikai Jessica Pegula ellen. A férfiaknál az olasz Jannik Sinner győzött, aki a döntőben az amerikai Taylor Fritz ellen nyert 6–3, 6–4, 7–5 arényban.
A magyar teniszezők közül a világranglistán elfoglalt helye alapján a férfiaknál Marozsán Fábián és Fucsovics Márton, a nőknél Bondár Anna a főtáblán kezdhette a tornát. Fucsovics Márton az első körben sérülés miatt volt kénytelen feladni a mérkőzését, míg Marozsán Fábián a második körben a korábbi világelső Danyiil Medvegyevtől kapott ki. Bondár Anna szintén a második körben szenvedett vereséget. A férfiaknál Piros Zsombor, a nőknél Gálfi Dalma selejtezőben indulhatott, és mindketten annak első körében búcsúztak a tornától. Párosban Babos Tímea ukrán partnerével és Bondár Anna francia partnerével is az első körben esett ki.

## Világranglistapontok
| Eredmény           | Férfi egyes | Férfi páros | Női egyes | Női páros |
| ------------------ | ----------- | ----------- | --------- | --------- |
| Győzelem           | 2000        | 2000        | 2000      | 2000      |
| Döntő              | 1200        | 1200        | 1300      | 1300      |
| Elődöntő           | 720         | 720         | 780       | 780       |
| Negyeddöntő        | 360         | 360         | 430       | 430       |
| 16 között          | 180         | 180         | 240       | 240       |
| 32 között          | 90          | 90          | 130       | 130       |
| 64 között          | 45          | 0           | 70        | 10        |
| 128 között         | 10          | –           | 10        | –         |
| Főtáblára jutás    | 25          | –           | 40        | –         |
| Selejtező (3. kör) | 16          | –           | 30        | –         |
| Selejtező (2. kör) | 8           | –           | 20        | –         |
| Selejtező (1. kör) | 0           | –           | 2         | –         |

## Pénzdíjazás
A torna teljes összdíjazása 75 millió amerikai dollár, amely 15%-kal magasabb az előző évinél.
| Eredmény           | Egyéni*     | Páros**                   | Vegyes páros**            |
| Győzelem           | 3 600 000 $ | 750 000 $                 | 200 000 $                 |
| Döntő              | 1 800 000 $ | 375 000 $                 | 100 000 $                 |
| Elődöntő           | 1 000 000 $ | 190 000 $                 | 50 000 $                  |
| Negyeddöntő        | 530 000 $   | 110 000 $                 | 27 500 $                  |
| 16 között          | 325 000 $   | 63 000 $                  | 16 500 $                  |
| 32 között          | 215 000 $   | 40 000 $                  | 10 000 $                  |
| 64 között          | 140 000 $   | 25 000 $                  | –                         |
| 128 között         | 100 000 $   | –                         | –                         |
| Selejtező (döntő)  | 52 000 $    | *Nemenként **Csapatonként | *Nemenként **Csapatonként |
| Selejtező (2. kör) | 38 000 $    | *Nemenként **Csapatonként | *Nemenként **Csapatonként |
| Selejtező (1. kör) | 25 000 $    | *Nemenként **Csapatonként | *Nemenként **Csapatonként |

## A versenyszámok

### Férfi egyes
- Jannik Sinner– Taylor Fritz, 6–3, 6–4, 7–5

### Női egyes
- Arina Szabalenka– Jessica Pegula, 7–5, 7–5

### Férfi páros
- Max Purcell /  Jordan Thompson def.  Kevin Krawietz /  Tim Pütz, 6–4, 7–6(4)

### Női páros
- Ljudmila Kicsenok /  Jeļena Ostapenko– Kristina Mladenovic /  Csang Suaj, 6–4, 6–3

### Vegyes páros
- Sara Errani /  Andrea Vavassori– Taylor Townsend /  Donald Young, 7–6(0), 7–5

### Juniorok
Junior fiú egyéni
- Rafael Jódar– Nicolai Budkov Kjær, 2–6, 6–2, 7–6(1)

Junior lány egyéni
- Mika Stojsavljevic– Wakana Sonobe, 6–4, 6–4

Junior fiú páros
- Maxim Mrva /  Rei Sakamoto– Denis Peták /  Flynn Thomas, 7–5, 7–6(1)

Junior lány páros
- Malak El Allami /  Emily Sartz-Lunde– Julie Paštiková /  Julia Stusek, 6–2, 4–6, [10–6]